# Pieter van der Borcht

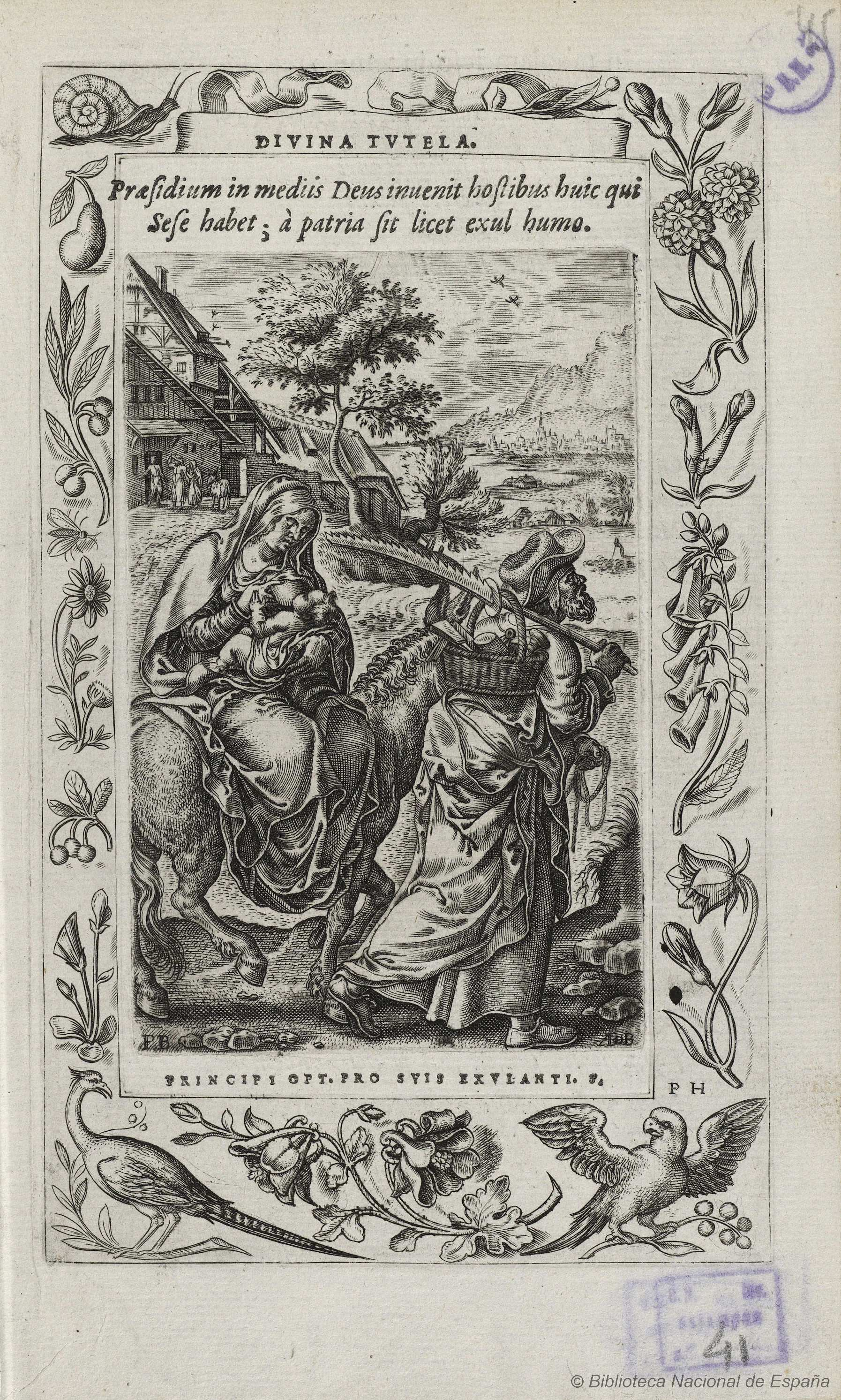
Divina Tvtela, Humanae salutis monumenta, grabado de Abraham de Bruyn por dibujo de Pieter van der Borcht, Amberes, 1571. Biblioteca Nacional de España.

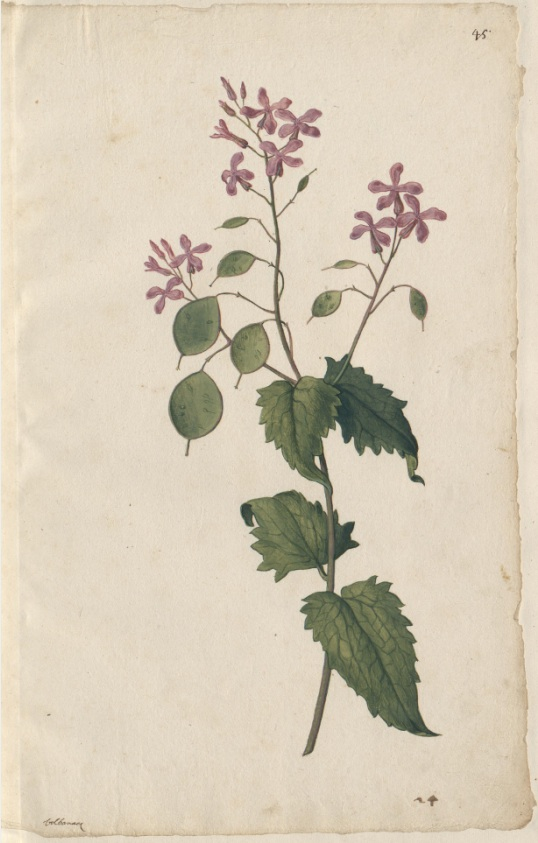
Dibujo de una planta en los Libri picturati A. 16-31 de la Biblioteca Jagielloniana de Cracovia.

Pieter van der Borcht (Malinas, 1545-Amberes, 1608) fue un pintor, dibujante y grabador flamenco. Estrechamente relacionado con Cristóbal Plantino, trabajó con frecuencia en la ilustración de los libros salidos de su imprenta y de la imprenta de sus herederos y sucesores. 

## Biografía
Natural de Malinas, donde se le documenta como decano del gremio de San Lucas, antes de trasladarse a Amberes, en octubre de 1572, había ya entrado en contacto con Plantino y con Benito Arias Montano, a quienes había proporcionado los dibujos para las ilustraciones de los Humanae Salutis monumenta (1571) y algunas pinturas, como acredita una carta dirigida por Plantino a Arias Montano, que se encontraba en Roma negociando la aprobación de la Biblia Políglota. Fechada en Amberes el 16 de julio de 1572, Plantino le informaba en ella, entre otros asuntos, de que una persona relacionada con Montano, a la que no nombra, se había comprometido ya con el pago de unas pinturas a Crispinus (Crispin van den Broeck) y a «Petro pictori Mechilenensi, quod ego pecunia prorsus caream» (al pintor Pedro de Malinas, pues yo carezco por completo de dinero). Las circunstancias de su salida de Malinas en octubre de 1572, saqueada por las tropas españolas por orden del duque de Alba, son bien conocidas por otra carta de Plantino a Arias Montano, en camino de regreso a Flandes. Fechada el 1 de noviembre de 1572, la extensa carta en la que Plantino recuperaba la correspondencia interrumpida por su marcha a Francia, tenía un recuerdo para los rebeldes de Malinas, de los que ya poco se podía decir, e informaba a Arias de que «nuestro querido Pedro con su mujer, ambos enfermos, y sus hijos vinieron a nuestra casa desprovistos de todo. Y siendo yo todavía necesario en Francia, aquí fueron vestidos y socorridos junto con los suyos por mi esposa; su esposa, que estaba embarazada de siete meses, parece a punto de sufrir hidropesía». El 4 de diciembre de 1572, en efecto, Van der Borcht bautizó a un hijo en Amberes y, establecido allí definitivamente, en 1580 fue elegido decano del gremio de San Lucas, cargo en el que repitió en los cursos 1588-1589 y 1591-1593.
La familiaridad con Plantino y con el mismo Arias Montano, como se manifiesta en la correspondencia entre ellos, hace pensar a Ben Rekers que Van der Borcht podría haber pertenecido, él también, a la Familia Charitatis, nicodemita e indiferente ante las formas externas del culto y, en cualquier caso, proporcionó los dibujos para las Figurae biblicae de Henrik Janssen Barrefelt, llamado Hiël (luz de Dios) –al que los familistas reconocían como maestro espiritual–, obra publicada clandestinamente por Plantino en 1585.

## Obra
Conocido principalmente como ilustrador de muchas de las obras de Cristóbal Plantino y de su yerno y heredero Jan Moretus, la colaboración con Plantino parece arrancar de las ilustraciones del libro de emblemas de Johannes Sambucus, Emblemata et aliquot nummis antiqui operis, (1564), al que pudieron seguir las ilustraciones botánicas de Frumentorum, leguminum, palustrium et aquatilium herbarum historia, cuyo éxito determinó otros varios encargos de este tipo, destacando las ilustraciones de la obra de Clusio Rariorum aliquot stirpium per Hispanias observatarum historia (1576) con el material que el médico y botánico había recogido en su viaje a la península ibérica. De este encargo se conservan además los dibujos originales en los Libri Picturati A. 16-31 de la Biblioteca Jagiellon de Cracovia, colección formada por alrededor de 1400 dibujos de alta calidad. Además, grabó al aguafuerte las ilustraciones de El caballero determinado de Olivier de la Marche y de Las metamorfosis de Ovidio impresas por Moreto en 1591.
Para los dibujos de los Humanae salutis monumenta de Benito Arias Montano, obra impresa por Cristóbal Plantino en Amberes en 1571 bajo la directa supervisión del mismo Arias Montano, contó con modelos dibujados por el propio biblista. Grabados la mayor parte por Abraham de Bruyn y los Wierix y con orlas de Pieter Huys, varios de ellos fueron utilizados ya un año antes para las Horae Beatissimae Virginis Mariae y reaprovechados diez años después, sin las orlas, en una segunda edición de los Monumenta. No sería, además, la única ocasión en que Arias Montano asesorase con sus diseños al artista. El 28 de octubre de 1590, muerto Plantino y establecido Arias Montano en Sevilla le escribió Moreto acusando recibo de los comentarios sobre el Libro de los Jueces y planteándole algunas dudas que le han surgido a la vista del manuscrito, y lo principal que debe consultar es sobre las imágenes: «si su señoría enviara desde el inicio del libro las figuras diseñadas del modo en el que desea que se preparen o al menos en un memorial distinto me escriba por separado qué desea que se pinte tanto en la distinción de regiones como en las otras cosas, para que entonces Pedro van der Borcht [Petrus Borchius], que está con nosotros, las pinte con más facilidad».